# Just'A Lotta Animals
Just'A Lotta Animals è un gruppo di supereroi immaginari che comparvero nelle storie pubblicate dalla DC Comics. Il team era una parodia di simpatici animali antropomorfi della Justice League of America.
I Just'A Lotta Animals originariamente comparvero nella serie Capitan Carota e la sua Stupefacente Squadra Zoo come personaggi di un fumetto illustrato da dall'alter ego di Capitan Carota, Rodney Rabbit. Vari pannelli dei fumetti dei Just'A Lotta Animals che furono mostrati nelle serie di Capitan Carota, erano spesso parodie delle classiche storie della Justice League of America. Il gruppo, infatti, era un'idea di Roy Thomas e Scott Shaw per la creazione di una serie di supereroi animali per la DC, ma l'editore Dick Giordano chiese loro di creare, invece, dei personaggi originali. Accettarono e crearono la Stupefacente Squadra Zoo, ma finirono comunque per presentare i Just'A Lotta Animals nella serie.
In Captain Carrot and His Amazing Zoo Crew n. 14 e 15, in una storia intitolata "Crisi Su Terra-C!", fu rivelato che i Just'A Lotta Animals esistevano davvero, su una Terra parallela chiamata "Terra-C-Minus". I due gruppi si unirono per sconfiggere i criminali della storia, il Dr. Hoot (un gufo scienziato pazzo) e Feline Faust (un gatto stregone; un'analogia del nemico della Justice League, Felix Faust).

## Ubicazione
I Just'A Lotta Animals vivevano nel mondo parallelo di Terra-C-Minus, e fecero di un satellite orbitante sopra di essa il loro quartier generale.
Gli eventi e i personaggi della Terra-C-Minus erano considerati personaggi immaginari creati su Terra-C, così come gli eventi e i personaggi di Terra-2 erano considerati personaggi immaginari creati su Terra-1. In più, gli eventi e i personaggi della Terra-C-Minus erano paralleli della continuità corrente dell'Universo DC di Terra-1 di allora. Come su Terra-C, i nomi dei personaggi e i luoghi tendevano ad essere pesanti giochi di parole basati sugli animali.
Dopo gli eventi di Crisi sulle Terre infinite del 1985, fu rivelato che la Terra-C-Minus (e la Terra-C) sopravvisse intatta alla Crisi, dato che erano Dimensioni parallele e non Mondi paralleli, sebbene la miniserie più recente Captain Carrot and the Final Ark suggerì che la Terra-C era ora considerata la Terra-26, una delle nuove 52 Terre parallele nel nuovo Multiverso della DC.

## Membri
I membri principali dei Just'A Lotta Animals erano:
- Super-Squirrel: uno scoiattolo; analogia di Superman. Super-Squirrel aveva una vasta gamma di superpoteri (Chiptoniani) (Krypton|kryptoniani), inclusi volo, supervista, e superforza. La sua più grande debolezza era la "Chiptonite" (kryptonite). Super-Squirrel viveva nella città di "Muttropolis" (Metropolis). Super-Squirrel ebbe una cotta per Wonder Wabbit, e mostrò gelosia quando ebbe un piccolo flirt con Capitan Carota. A differenza di Superman, Super-Squirrel venne su come un essere vanitoso e pomposo, in contrasto con la più amabile personalità dell'Uomo d'Acciaio.
- Batmouse: un topo; analogia di Batman. Batmouse utilizzava una vasta gamma di gadget nella sua battaglia contro i suoi numerosi nemici, spesso con l'aiuto del suo fido compagno, Boyd il Pettirosso Meraviglia (un pettirosso, analogia di Robin).
- Wonder Wabbit: un coniglio; analogia di Wonder Woman. Wonder Wabbit faceva uso dei suoi super poteri e attrezzi "Animal-zoniani" (amazzoni) per combattere il crimine, inclusi superforza, braccialetti invulnerabili, un lazo magico, e un aeroplano invisibile. Wonder Wabbit proveniva originariamente da "Parrot-Eyes Island" (Isola Paradiso).
- Green Lambkin: un agnello maschio; analogia della Lanterna Verde della Silver Age, Hal Jordan.Green Lambkin utilizzava il suo anello del potere per combattere il crimine; tuttavia, il suo anello aveva due debolezze: una carica limitata di 24 ore (dopo di cui deve essere ricaricato) e il colore giallo. Green Lambkin era un membro del "Corpo degli Agnelli Verdi" (Corpo delle Lanterne Verdi), e serviva i Guardiani-capre del pianeta Uh-Ho (Guardiani dell'Universo del pianeta Oa).
- Crash: una tartaruga; analogia del Flash della Silver Age, Barry Allen. A Crash furono donati i poteri della super velocità. Secondo Captain Carrot n. 14, fu presumibilmente ispirato a divenire Crash leggendo un fumetto (di Terra-C) di Terrific Whatzit da giovane, proprio come Barry Allen (Flash di Terra-1) fu ispirato al suo ruolo di eroe leggendo nei fumetti le avventure di Jay Garrick (Flash di Terra-2).
- Aquaduck: un'anatra; analogia di Aquaman. Aquaduck, come Aquaman, presumibilmente possedeva l'abilità di nuotare a velocità terrificanti, poteva sopravvivere alle profondità degli oceani, poteva respirare sott'acqua, e comunicare con tutte le creature del mare (sebbene quest'ultima abilità sembrò non funzionare con gli animali antropomorfi di Terra-C-Minus).

Altri membri dei Just'A Lotta Animals includevano:
- Green Sparrow: un passero; analogia di Freccia Verde;
- Stacked Canary: un canarino; analogia di Black Canary;
- Hawkmoose un alce; analogia dell'Hawkman della Silver Age;
- Martian Anteater: un formichiere da Marte; analogia di Martian Manhunter;
- Item: un elefante; analogia dell'Atomo della Silver Age, Ray Palmer;
- Elong-Gator: un alligatore; analogia di Elongated Man;
- Firestork: una cicogna; analogia di Firestorm;
- Zap-Panda: un panda; analogia di Zatanna;
- Rat-Tornado: un ratto; analogia del Red Tornado della Silver Age;

## Nemici
- Kangar-Roo: un canguro; analogia di Kanjar-Ro. Una volta schiavizzò i Just'A Lotta Animals nella sua "nave schiava dello spazio";
- Lex Lemur: un lemure; analogia di Lex Luthor. È l'arci nemico di Super-Squirrel;
- Porker: un maiale; analogia del Joker. È l'arci nemico di Batmouse;
- Hector Hamhock: un maiale; analogia di Hector Hammond. Nemico di Green Lambkin;
- Weather Weasel: una donnola; analogia del Mago del Tempo. Nemico di Crash;
- Shaggy Dawg: un cane davvero peloso; analogia di Shaggy Man;
- Feline Faust: analogia di Felix Faust;
- Amazoo: un androide composto di parti di dozzine di animali; analogia di Terra-C-Minus di Amazo;
- 'Brainy-Yak: presumibilmente uno yak; analogia di Brainiac;
- Un'anatra analoga al nemico originario della Justice League Xotar, Weapons Master fu visto in un pannello dei fumetti dei Just'A Lotta Animals.